# Kłodzino (powiat świdwiński)
Kłodzino (niem. Klötzin) – wieś w Polsce położona w województwie zachodniopomorskim, w powiecie świdwińskim, w gminie Rąbino. Wieś jest siedzibą sołectwa Kłodzino w którego skład wchodzi również miejscowość Dołganów.
W latach 1975–1998 wieś należała do woj. koszalińskiego.
Na zachód od wsi wznoszą się Kłodziny, ponad którymi góruje wzgórze Klorówka.

## Historia
Wieś Kłodzino została założona w średniowieczu na prawie niemieckim. Pierwsza pisemna wzmianka pochodzi z roku 1370, a dotyczy przekazania wsi przez Markgrafa Otto, małżonce Johana von Wedel ze Świdwina. W roku 1479, podczas wojny między Brandenburgią a Pomorzem, wieś została zniszczona. Począwszy od roku 1540 wsią władał zakon Joannitów ze Świdwina. Joannici w 1602 r. wydzierżawili wieś Henningowi Reich a w 1621 r. Lorenzowi von Wachhol. W I połowie XIX w. funkcjonowały dwa majątki: Kłodzino A - własność rodziny Weylandt i Kłodzino B - własność rodziny Braunschweig. Połączenie obu części nastąpiło w roku 1884. Jedynym właścicielem został Oskar Kremman. W 1928 r. majątek stał się własnością Maxa Pornatha, a następnie rodziny Dingerdissen. We wsi znajdują się ruiny XVI wiecznego zboru, w pobliżu park podworski.